# Crise de succession d'Angleterre
Pour les articles homonymes, voir Guerre de Succession.
Batailles
Le 5 janvier 1066, la mort d'Édouard le Confesseur laisse vacant le trône du royaume d'Angleterre. En l'absence de successeur clairement désigné, trois prétendants à la royauté vont s'affronter tour à tour durant l'année 1066 : Harold Godwinson, comte d'Est-Anglie, de Wessex et de Hereford ; Harald Hardrada, roi de Norvège ; et enfin Guillaume, duc de Normandie, qui sera le vainqueur de cette crise de succession.
Cette guerre de succession est relatée par la tapisserie de Bayeux.

## Protagonistes

### Harold Godwinson

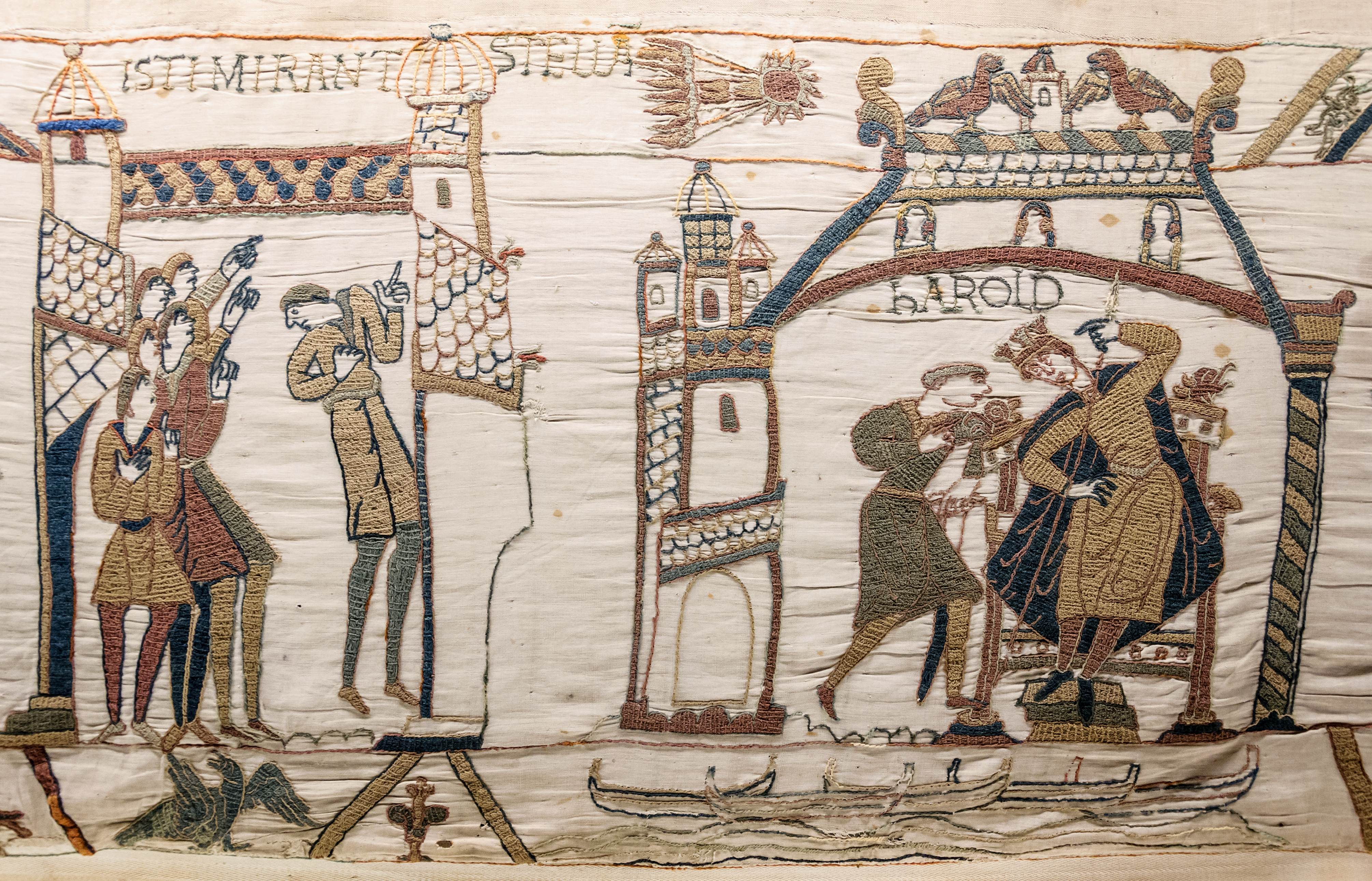
Harold à Westminster en 1066, année où on observe la comète de Halley

À la mort d'Édouard, son beau-frère Harold est l'un des personnages les plus influents d'Angleterre.
De fait, grâce à son influence, le clan Godwin devient en 1060 maître des comtés principaux du pays à l'exception de la Mercie.
Harold évoque deux raisons justifiant sa succession au trône d'Angleterre. Il aurait recueilli le vœu fait par Édouard sur son lit de mort demandant à Harold de gouverner l'Angleterre. Il est élu par ses pairs suivant la tradition des rois saxons jusqu'à cette période. Il a aussi le soutien de l'Église d'Angleterre et de son chef l'archevêque de Cantorbéry, Stigand.
De plus, Harold renie le serment qu'il avait fait au duc de Normandie Guillaume, en 1064 ou 1065, qui l'aurait obligé à mettre ce dernier sur le trône.
Ceci lui vaudra une excommunication puisque ce serment avait été fait sur les reliques d'un saint, bien qu'il ait été vraisemblablement contraint à prêter allégeance à Guillaume.

### Harald Hardrada
Ce dernier s'allia avec Guillaume le Conquérant et le frère d'Harold, Tostig, pour déposséder Harold du trône. Si Guillaume briguait la couronne, Harald ne la désirait pas moins, peut-être à la suggestion de Tostig. En effet, en 1038 ou 1039, une promesse avait été échangée entre Magnus Ier de Norvège (le neveu d'Harald) et Knut III de Danemark, aussi roi d'Angleterre sous le nom de Knud II le Hardi. Ces derniers s'étaient mis d'accord : si l'un d'entre eux mourait sans héritier direct, l'autre hériterait du royaume. Knud mourut sans héritier avant Magnus, ce qui servit de prétexte à Harald pour réclamer la couronne d'Angleterre et envahir le pays par le nord. L'entente entre Guillaume et lui était sans doute de se partager le pays en deux, Guillaume régnant sur le sud et Harald sur le nord. La bataille de Stamford Bridge scellera le sort d'Harald qui y mourut, éliminant ce faisant un successeur potentiel au trône d'Angleterre.

### Guillaume le Conquérant
Édouard le Confesseur avait passé la majeure partie de sa vie en Normandie avant de devenir roi d'Angleterre.
Durant son règne, il fut souvent tenté de mettre des Normands à des postes clés du royaume au détriment de l'aristocratie locale.
N'ayant pas d'héritier, il est communément admis qu'au début des années 1050, il aurait promis le trône d'Angleterre à Guillaume bien que la tradition saxonne ait voulu que le roi soit élu.
Nous ne savons pas exactement pourquoi Édouard envoya Harold en Normandie en 1064, mais cela aurait eu pour but de confirmer à Guillaume que ce dernier prendrait possession de la couronne. La promesse faite par Harold à Guillaume de l'aider à monter sur le trône vient encore conforter sa position d'héritier du royaume d'Angleterre. Aussi quand Harold, le prenant de vitesse, se fait couronner le lendemain de la mort d'Édouard, Guillaume se met à planifier l'invasion de l'Angleterre. Il ne pourra y débarquer que le 28 septembre et affrontera Harold à la bataille de Hastings où ce dernier trouvera la mort. La conquête de l'Angleterre par les Normands peut alors commencer.

## Liens de parenté entre les différents protagonistes
Voici un tableau généalogique permettant de comprendre les liens de parenté entre les principaux protagonistes de la crise. Les prétendants au trône en 1066 sont encadrés en rouge :
|                |                |                |                |                    |                    |                    |                    |                    |                    |  |  |                     |                     |                     |                     | Edgar le Pacifique      | Edgar le Pacifique      | Edgar le Pacifique      | Edgar le Pacifique      | Edgar le Pacifique      | Edgar le Pacifique      |                 |                 |                 |                 |  |  |                       |                       |                       |                       |                       |                       |                   |                   |                   |                   |                 |                 |                 |                 |               |               | Richard Ier Sans-Peur | Richard Ier Sans-Peur | Richard Ier Sans-Peur | Richard Ier Sans-Peur | Richard Ier Sans-Peur  | Richard Ier Sans-Peur  |                        |                        |                        |                        |  |  |                          |                          |                          |                          |                          |                          |  |  |  |  |  |  |  |  |  |  |  |  |  |  |  |  |
|                |                |                |                |                    |                    |                    |                    |                    |                    |  |  |                     |                     |                     |                     | Edgar le Pacifique      | Edgar le Pacifique      | Edgar le Pacifique      | Edgar le Pacifique      | Edgar le Pacifique      | Edgar le Pacifique      |                 |                 |                 |                 |  |  |                       |                       |                       |                       |                       |                       |                   |                   |                   |                   |                 |                 |                 |                 |               |               | Richard Ier Sans-Peur | Richard Ier Sans-Peur | Richard Ier Sans-Peur | Richard Ier Sans-Peur | Richard Ier Sans-Peur  | Richard Ier Sans-Peur  |                        |                        |                        |                        |  |  |                          |                          |                          |                          |                          |                          |  |  |  |  |  |  |  |  |  |  |  |  |  |  |  |  |
|                |                |                |                |                    |                    |                    |                    |                    |                    |  |  |                     |                     |                     |                     |                         |                         |                         |                         |                         |                         |                 |                 |                 |                 |  |  |                       |                       |                       |                       |                       |                       |                   |                   |                   |                   |                 |                 |                 |                 |               |               |                       |                       |                       |                       |                        |                        |                        |                        |                        |                        |  |  |                          |                          |                          |                          |                          |                          |  |  |  |  |  |  |  |  |  |  |  |  |  |  |  |  |
| Ælfgifu d'York | Ælfgifu d'York | Ælfgifu d'York | Ælfgifu d'York | Ælfgifu d'York     | Ælfgifu d'York     |                    |                    |                    |                    |  |  |                     |                     |                     |                     | Æthelred II le Malavisé | Æthelred II le Malavisé | Æthelred II le Malavisé | Æthelred II le Malavisé | Æthelred II le Malavisé | Æthelred II le Malavisé |                 |                 |                 |                 |  |  |                       |                       |                       |                       | Emma de Normandie     | Emma de Normandie     | Emma de Normandie | Emma de Normandie | Emma de Normandie | Emma de Normandie |                 |                 | Knut le Grand   | Knut le Grand   | Knut le Grand | Knut le Grand | Knut le Grand         | Knut le Grand         |                       |                       | Ælfgifu de Northampton | Ælfgifu de Northampton | Ælfgifu de Northampton | Ælfgifu de Northampton | Ælfgifu de Northampton | Ælfgifu de Northampton |  |  | Richard II l’Irascible   | Richard II l’Irascible   | Richard II l’Irascible   | Richard II l’Irascible   | Richard II l’Irascible   | Richard II l’Irascible   |  |  |  |  |  |  |  |  |  |  |  |  |  |  |  |  |
| Ælfgifu d'York | Ælfgifu d'York | Ælfgifu d'York | Ælfgifu d'York | Ælfgifu d'York     | Ælfgifu d'York     |                    |                    |                    |                    |  |  |                     |                     |                     |                     | Æthelred II le Malavisé | Æthelred II le Malavisé | Æthelred II le Malavisé | Æthelred II le Malavisé | Æthelred II le Malavisé | Æthelred II le Malavisé |                 |                 |                 |                 |  |  |                       |                       |                       |                       | Emma de Normandie     | Emma de Normandie     | Emma de Normandie | Emma de Normandie | Emma de Normandie | Emma de Normandie |                 |                 | Knut le Grand   | Knut le Grand   | Knut le Grand | Knut le Grand | Knut le Grand         | Knut le Grand         |                       |                       | Ælfgifu de Northampton | Ælfgifu de Northampton | Ælfgifu de Northampton | Ælfgifu de Northampton | Ælfgifu de Northampton | Ælfgifu de Northampton |  |  | Richard II l’Irascible   | Richard II l’Irascible   | Richard II l’Irascible   | Richard II l’Irascible   | Richard II l’Irascible   | Richard II l’Irascible   |  |  |  |  |  |  |  |  |  |  |  |  |  |  |  |  |
|                |                |                |                |                    |                    |                    |                    |                    |                    |  |  |                     |                     |                     |                     |                         |                         |                         |                         |                         |                         |                 |                 |                 |                 |  |  |                       |                       |                       |                       |                       |                       |                   |                   |                   |                   |                 |                 |                 |                 |               |               |                       |                       |                       |                       |                        |                        |                        |                        |                        |                        |  |  |                          |                          |                          |                          |                          |                          |  |  |  |  |  |  |  |  |  |  |  |  |  |  |  |  |
|                |                |                |                |                    |                    |                    |                    |                    |                    |  |  |                     |                     |                     |                     |                         |                         |                         |                         |                         |                         |                 |                 |                 |                 |  |  |                       |                       |                       |                       |                       |                       |                   |                   |                   |                   |                 |                 |                 |                 |               |               |                       |                       |                       |                       |                        |                        |                        |                        |                        |                        |  |  |                          |                          |                          |                          |                          |                          |  |  |  |  |  |  |  |  |  |  |  |  |  |  |  |  |
|                |                |                |                | Edmond Côte-de-Fer | Edmond Côte-de-Fer | Edmond Côte-de-Fer | Edmond Côte-de-Fer | Edmond Côte-de-Fer | Edmond Côte-de-Fer |  |  | Harold II Godwinson | Harold II Godwinson | Harold II Godwinson | Harold II Godwinson | Harold II Godwinson     | Harold II Godwinson     |                         |                         | Édith de Wessex         | Édith de Wessex         | Édith de Wessex | Édith de Wessex | Édith de Wessex | Édith de Wessex |  |  | Édouard le Confesseur | Édouard le Confesseur | Édouard le Confesseur | Édouard le Confesseur | Édouard le Confesseur | Édouard le Confesseur |                   |                   | Hardeknut         | Hardeknut         | Hardeknut       | Hardeknut       | Hardeknut       | Hardeknut       |               |               | Harold Pied-de-Lièvre | Harold Pied-de-Lièvre | Harold Pied-de-Lièvre | Harold Pied-de-Lièvre | Harold Pied-de-Lièvre  | Harold Pied-de-Lièvre  |                        |                        |                        |                        |  |  | Robert Ier le Magnifique | Robert Ier le Magnifique | Robert Ier le Magnifique | Robert Ier le Magnifique | Robert Ier le Magnifique | Robert Ier le Magnifique |  |  |  |  |  |  |  |  |  |  |  |  |  |  |  |  |
|                |                |                |                | Edmond Côte-de-Fer | Edmond Côte-de-Fer | Edmond Côte-de-Fer | Edmond Côte-de-Fer | Edmond Côte-de-Fer | Edmond Côte-de-Fer |  |  | Harold II Godwinson | Harold II Godwinson | Harold II Godwinson | Harold II Godwinson | Harold II Godwinson     | Harold II Godwinson     |                         |                         | Édith de Wessex         | Édith de Wessex         | Édith de Wessex | Édith de Wessex | Édith de Wessex | Édith de Wessex |  |  | Édouard le Confesseur | Édouard le Confesseur | Édouard le Confesseur | Édouard le Confesseur | Édouard le Confesseur | Édouard le Confesseur |                   |                   | Hardeknut         | Hardeknut         | Hardeknut       | Hardeknut       | Hardeknut       | Hardeknut       |               |               | Harold Pied-de-Lièvre | Harold Pied-de-Lièvre | Harold Pied-de-Lièvre | Harold Pied-de-Lièvre | Harold Pied-de-Lièvre  | Harold Pied-de-Lièvre  |                        |                        |                        |                        |  |  | Robert Ier le Magnifique | Robert Ier le Magnifique | Robert Ier le Magnifique | Robert Ier le Magnifique | Robert Ier le Magnifique | Robert Ier le Magnifique |  |  |  |  |  |  |  |  |  |  |  |  |  |  |  |  |
|                |                |                |                |                    |                    |                    |                    |                    |                    |  |  |                     |                     |                     |                     |                         |                         |                         |                         |                         |                         |                 |                 |                 |                 |  |  |                       |                       |                       |                       |                       |                       |                   |                   |                   |                   |                 |                 |                 |                 |               |               |                       |                       |                       |                       |                        |                        |                        |                        |                        |                        |  |  |                          |                          |                          |                          |                          |                          |  |  |  |  |  |  |  |  |  |  |  |  |  |  |  |  |
|                |                |                |                | Édouard l’Exilé    | Édouard l’Exilé    | Édouard l’Exilé    | Édouard l’Exilé    | Édouard l’Exilé    | Édouard l’Exilé    |  |  |                     |                     |                     |                     |                         |                         |                         |                         |                         |                         |                 |                 |                 |                 |  |  |                       |                       |                       |                       |                       |                       |                   |                   | Harald Hardrada   | Harald Hardrada   | Harald Hardrada | Harald Hardrada | Harald Hardrada | Harald Hardrada |               |               |                       |                       |                       |                       |                        |                        |                        |                        |                        |                        |  |  | Guillaume le Conquérant  | Guillaume le Conquérant  | Guillaume le Conquérant  | Guillaume le Conquérant  | Guillaume le Conquérant  | Guillaume le Conquérant  |  |  |  |  |  |  |  |  |  |  |  |  |  |  |  |  |
|                |                |                |                | Édouard l’Exilé    | Édouard l’Exilé    | Édouard l’Exilé    | Édouard l’Exilé    | Édouard l’Exilé    | Édouard l’Exilé    |  |  |                     |                     |                     |                     |                         |                         |                         |                         |                         |                         |                 |                 |                 |                 |  |  |                       |                       |                       |                       |                       |                       |                   |                   | Harald Hardrada   | Harald Hardrada   | Harald Hardrada | Harald Hardrada | Harald Hardrada | Harald Hardrada |               |               |                       |                       |                       |                       |                        |                        |                        |                        |                        |                        |  |  | Guillaume le Conquérant  | Guillaume le Conquérant  | Guillaume le Conquérant  | Guillaume le Conquérant  | Guillaume le Conquérant  | Guillaume le Conquérant  |  |  |  |  |  |  |  |  |  |  |  |  |  |  |  |  |
|                |                |                |                | Edgar Ætheling     |                    |                    |                    |                    |                    |  |  |                     |                     |                     |                     |                         |                         |                         |                         |                         |                         |                 |                 |                 |                 |  |  |                       |                       |                       |                       |                       |                       |                   |                   |                   |                   |                 |                 |                 |                 |               |               |                       |                       |                       |                       |                        |                        |                        |                        |                        |                        |  |  |                          |                          |                          |                          |                          |                          |  |  |  |  |  |  |  |  |  |  |  |  |  |  |  |  |

## Chronologie des évènements de l'année1066
- 5 janvier : Mort d'Édouard le Confesseur, roi d'Angleterre.
- 6 janvier : Couronnement de Harold Godwinson comme roi d'Angleterre, approuvé par le witenagemot.
- 1er septembre-20 septembre : Débarquement du roi de Norvège Harald Hardrada au Yorkshire.
- 20 septembre : Bataille de Fulford : victoire de Harald Hardrada face aux comtes Edwin de Mercie et Morcar de Northumbrie.
- 25 septembre : Bataille de Stamford Bridge : victoire de Harold Godwinson sur Harald Hardrada, qui y trouve la mort.
- 28 septembre : Débarquement du duc de Normandie Guillaume à Pevensey.
- 14 octobre : Bataille d'Hastings : victoire de Guillaume sur Harold Godwinson, qui y trouve la mort.
- 25 décembre : Couronnement de Guillaume comme roi d'Angleterre à Westminster.